# 阿南内原中継局
阿南内原中継局（あなんうちわらちゅうけいきょく）は、徳島県阿南市にある地上デジタルテレビジョン放送の中継局である。

## 概要
地上デジタル放送におけるこの中継局の電波法に定める放送区域（1mV/m）は徳島県阿南市の一部、約5,800世帯である。
阿南市内では阿南中継局か徳島本局（眉山）を受信する場合もある。

## 施設
- 所在地：徳島県阿南市橘町字荒神ノ上（阿南カントリークラブ付近）

## 中継局送信設備概要
| リモコンキーID | 放送局名    | 物理チャンネル | 空中線電力 | ERP | 放送対象地域 | 放送区域内世帯数 | 開局年月日    | 偏波面   |
| 1              | JRT四国放送 | 31ch           | 3W         | -   | 徳島県       | 約5,800世帯      | 2010年2月24日 | 水平偏波 |
| 2              | NHK徳島教育 | 40ch           | 3W         | -   | 全国         | 約5,800世帯      | 2010年2月24日 | 水平偏波 |
| 3              | NHK徳島総合 | 34ch           | 3W         | -   | 徳島県       | 約5,800世帯      | 2010年2月24日 | 水平偏波 |

- 当デジタルテレビ中継局の物理チャンネルは、徳島本局と同じ。